# ألكسندرا غرانت
ألكسندرا غرانت (بالإنجليزية: Alexandra Grant)‏ هي فنانة أمريكية، ولدت في 1973 في فيرفيو بارك في الولايات المتحدة.

## روابط خارجية
- ألكسندرا غرانت على موقع IMDb (الإنجليزية)